# ⊿
⊿ (トライアングル?, Toraianguru, "Triangle") è il terzo album in studio del trio j-pop Perfume, pubblicato l'8 luglio 2009.
Esistono due edizioni dell'album: una normale con custodia jewel case, ed una speciale in edizione limitata con custodia jewel case, cover diversa e DVD extra.
Dato che il titolo è scritto con il carattere del triangolo rettangolo, non presente nelle comuni tastiere QWERTY, solitamente ci si riferisce all'album con il più semplice nome Triangle.

## Tracce
Tutti i brani sono parole e musica di Yasutaka Nakata.

Dopo il titolo è indicata fra parentesi "()" la grafia originale del titolo.
1. Take off (Take off?) - 0:48
2. love the world (love the world?) - 4:32
3. Dream Fighter (Dream Fighter?) - 4:53
4. edge (⊿-mix) (edge (⊿-mix)?) - 8:43
5. NIGHT FLIGHT (NIGHT FLIGHT?) - 5:21
6. Kiss and Music (Kiss and Music?) - 2:35
7. Zero Gravity (Zero Gravity?) - 4:53
8. I still love U (I still love U?) - 4:33
9. The best thing (The best thing?) - 4:23
10. Speed of Sound (Speed of Sound?) - 3:59
11. One Room Disco (ワンルーム・ディスコ?) - 5:09
12. Negai (Album-mix) (願い (Album-mix)?) - 4:58

### DVD

Le Perfume (da sinistra: Kashiyuka, Nocchi ed A~chan) nel videoclip di I still love U.

Videoclip, registrazioni di live ed extra.
1. I still love U (I still love U?); videoclip
2. NIGHT FLIGHT (NIGHT FLIGHT?); live al Kokuritsu Yoyogi Kyōgijō del 10 maggio 2009
3. edge (edge?); live al Kokuritsu Yoyogi Kyōgijō del 10 maggio 2009
4. love the world (love the world?); spot televisivo
5. Dream Fighter (Dream Fighter?); spot televisivo
6. One Room Disco (ワンルーム・ディスコ?); spot televisivo

## Singoli
- 09/07/2008 - love the world
- 19/11/2008 - Dream Fighter
- 25/03/2009 - One Room Disco

## Formazione
- Nocchi - voce
- Kashiyuka - voce
- A~chan - voce